# Kortstjärtad papegoja
Kortstjärtad papegoja (Graydidascalus brachyurus) är en fågel i familjen västpapegojor inom ordningen papegojfåglar.

## Utseende och läte
Kortstjärtad papegoja är en medelstor, enhetligt grön papegoja med just en kort stjärt. Den har vidare ett otydligt svart ögonstreck, sotfärgad näbb och mörkare gröna vingpennor. 

## Utbredning och systematik
Kortstjärtad papegoja placeras som enda art i släktet Graydidascalus. Fågeln förekommer från sydöstra Colombia till östra Ecuador, östra Peru och Brasilien, norr om Amazonfloden.

## Levnadssätt
Kortstjärtad papegoja hittas i säsongsvis översvämmad skog utmed stora floder, lokalt i urbana områden.

## Status och hot
Arten har ett stort utbredningsområde, men tros minska i antal, dock inte tillräckligt kraftigt för att den ska betraktas som hotad. Internationella naturvårdsunionen IUCN listar arten som livskraftig (LC).